# レスリー・ナカシマ
レスリー・サトル・ナカシマ（Leslie Satoru Nakashima、日本名：中島 覚〈なかしま さとる〉、1902年 - 1990年12月8日）は、日系アメリカ人（二世）のジャーナリスト。
元UPI通信社東京特派員。広島市への原子爆弾投下を1945年8月27日に世界に向けて初めて報じたジャーナリスト（ウィルフレッド・バーチェットもあわせて参照）。二重国籍ではなくアメリカ国籍を選択し日本国籍を放棄していたが、戦争の影響により逆にアメリカ国籍を放棄することになり、戦後は日本国籍のみであったが終始アメリカ人と自覚していた。

## 来歴

### ハワイ移民
両親は広島県安芸郡仁保島村（現広島市南区仁保）出身でハワイ移民。父・與之助の移民時期は不明、母・タケノは1895年移民、カウアイ島に住み結婚、当初サトウキビ農場勤め、のち鍛冶屋を始め繁盛していた。1902年その長男としてレスリー・ナカシマが生まれる。11人兄弟。
10代で単身ホノルルに移り住む。アルバイトで稼ぎながら当時日系人の多くが通っていたプレジデント・ウィリアム・マッキンリー高等学校を卒業する。
卒業後、ホノルルの邦字紙である日布時事（のちの布哇タイムス）で英文編集部記者となる。日布時事時代の取材記事として、与那嶺要の伝記『Wally Yonamine: The Man Who Changed Japanese Baseball』2008年9月刊に掲載されている。30歳を前に地元有力紙であるホノルル・スター・ブレティン（ホノルル・スター・アドバタイザー）に移籍し政治やスポーツなど幅広く記事を書いた。
そこへ父親が還暦を前に家族で広島に引き上げることになり、レスリーも後を追う形で4年間勤めたホノルル・スターを辞め、1934年5月日本へ向かうことになった。なお、国籍は二重国籍を選択せず23歳の時に日本国籍を離脱し、アメリカ国籍のみであった。

### 日本へ
1934年東京でジャパンタイムズのデスクに就く。38歳の時に東京出身の女性、八千代と結婚。しばらく務めたが日本国籍を放棄しアメリカ国籍のみだったことが災いし、太平洋戦争前年である1940年5月”敵性外国人を雇っている”との警察圧力により辞職する。そしてUP東京支局（現UPI通信社）に移ったものの、1941年12月太平洋戦争勃発に伴い支局は閉鎖、当時渋谷にあった自宅では警察から家宅捜索を受けた。
当時妻は肺結核にかかり入院し、年老いた両親は広島で暮らしており、養っていくためにはお金が必要だった。ちょうど国策通信社であった同盟通信社の海外部部長陸奥イアン陽之助（陸奥宗光の孫）が英語ができる人間を探しており会いに行くが、レスリーには日本国籍がないことが最大の問題となった。そこで、1942年1月日本国籍への回復願を内務省に提出、5ヶ月後に認められた。この時点でアメリカ国籍を放棄したことになる。そしてすぐに同盟に採用された。
太平洋戦争中は、昼は同盟に勤務し、夜はジャパンタイムズで臨時雇いとして働いている。

### 広島原爆

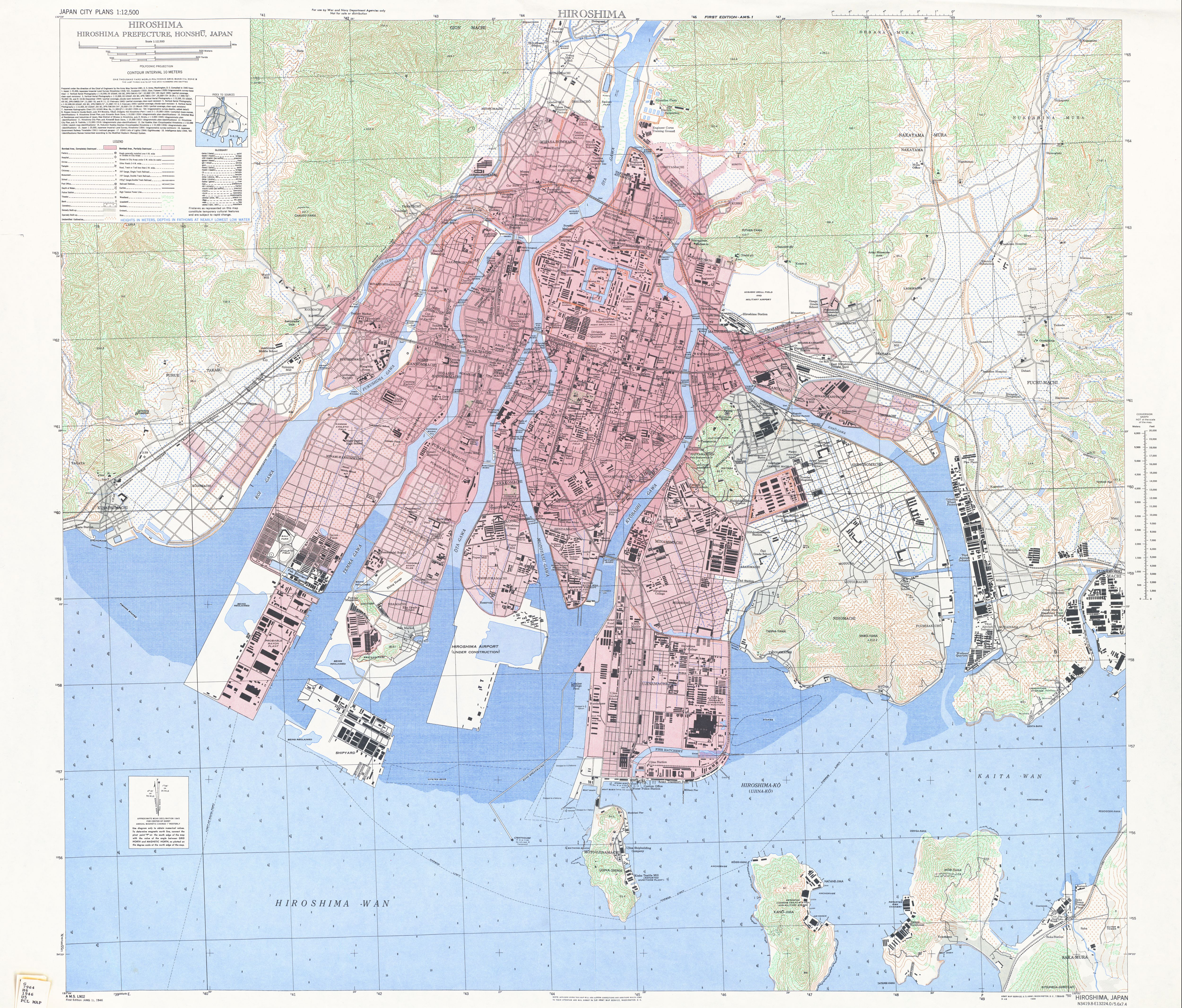
米軍による1945年作成地図。両親の出身である仁保は右端の大きな川である猿猴川下流カーブの左側。図中"NIHOMACHI"表記の右上の集落に当たる。両親は帰国後も仁保に住んでいた。図でわかるとおり仁保は被爆による建物被害は小さかった。

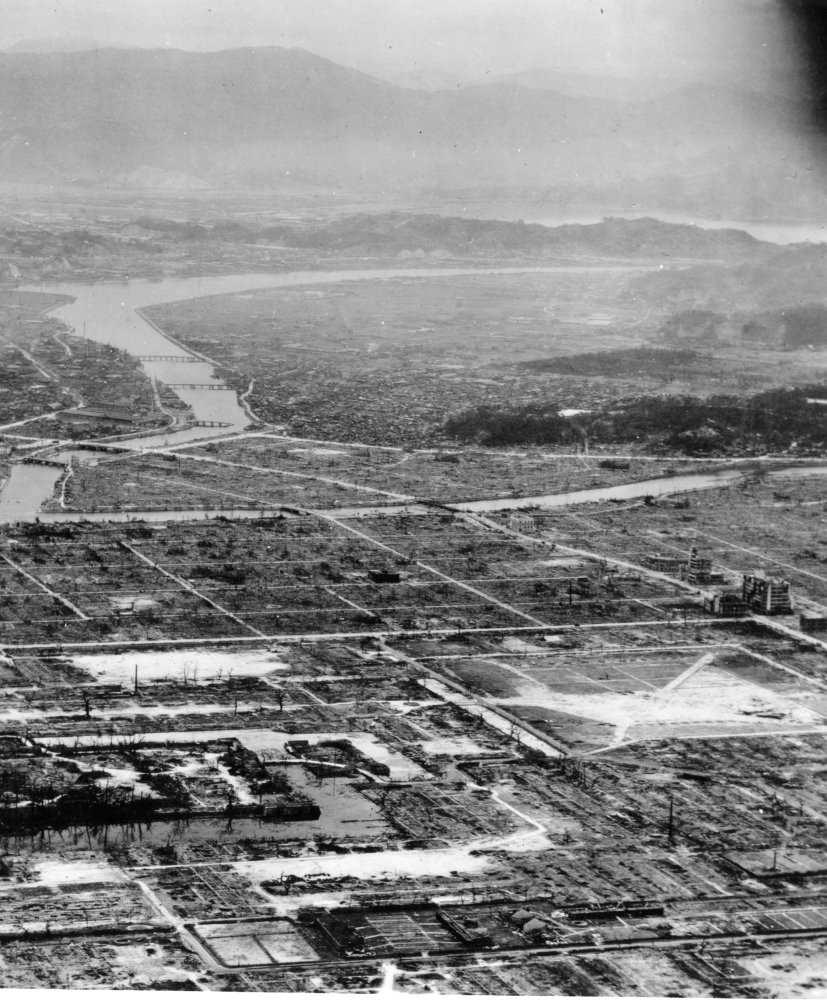
米軍撮影。爆心地付近である広島城付近から東方向を撮影したもの。左上が猿猴川で、カーブの手前が仁保にあたる。

太平洋戦争末期になると、東京での空襲を逃れるためレスリー以外の妻と娘は広島に疎開していた。広島では父・與之助が1944年に死去、母・タケノは一人となっていた。のち妻と娘は友人のつてを頼って広島原爆が落ちる2週間前に長野に移転したものの、広島には母・タケノが一人残っていた。
1945年8月6日、広島市への原子爆弾投下。母の安否を確認するため、16日後8月22日に来広している。母は無事だった。
レスリーは東京へ帰り取材記事を書きUP通信の従軍記者に手渡し”UP通信東京8月27日発”で配信され8月31日付ニューヨーク・タイムズなどアメリカの主要メディアが取り上げている。なお2015年現在厚生労働省において、原爆投下後2週間以内に爆心地から2km以内に入ったものを入市被爆者と認定しているため、レスリー自体は被爆者と認められないことになるが、8月27日付記事にはウラニウムを吸ったに違いない/食欲減衰/疲労と被爆の影響を受けたと書いている。8月30日にダグラス・マッカーサーが来日、9月GHQの原爆調査団は放射線による影響はまったくないと声明、つまりプレスコードが始まっている。

### 戦後
UP通信幹部からのリクルートにより、レスリーは1945年9月毎日新聞社内で再開したUP東京支局に復職している。
戦後、自身のアメリカ合衆国の市民権復帰のために申請するも却下された。UP通信幹部や他の新聞記者にも協力を頼み復帰を願ったが、1956年アメリカ合衆国国務省からの回答に従い断念している。以降も日本国籍でUPのちのUPI通信東京特派員として1975年73歳まで取材活動を続けた。終戦後も広島への取材を続けていたが、レスリーの娘が原爆について問うと「戦争を1日でも早く終わらせるためにはしかたがなかった」と答えており思考はアメリカ側であった。
記者引退後は趣味に生き、83歳の時に倒れ、晩年は長女の夫が勤務医をしていた福島県いわき市の病院で過ごした。1990年12月8日死去。享年88。

### 没後
広島原爆の初の外信報道は長らくウィルフレッド・バーチェットの1945年9月5日付デイリー・エクスプレスであるとされていた。そこへ1998年11月日本外国特派員協会発行の50年史である『Foreign Correspondents in Japan: Reporting a Half Century of Upheavals : From 1945 to the Present』で紹介されたことによりレスリーが初であると判明した。
現在の広島県および広島市の資料にはレスリーが初として記載されている。